# Mamá se fue de viaje
Pour plus de détails, voir Fiche technique et Distribution.
Mamá se fue de viaje est un film argentin réalisé par Ariel Winograd, sorti en 2017.

## Fiche technique
- Titre : Mamá se fue de viaje
- Réalisation : Ariel Winograd
- Scénario : Juan Vera et Mariano Vera
- Photographie : Félix Monti
- Musique : Dario Eskenazi
- Pays d'origine : Argentine
- Genre : comédie
- Date de sortie : 2017

## Distribution
- Diego Peretti : Víctor Garbo
- Carla Peterson : Vera
- Martín Lacour : Bruno
- Agustina Cabo : Lara
- Julián Baz : Tato
- Lorenzo Winograd : Lolo
- Pilar Gamboa : Julia
- Guillermo Arengo : Pol
- Martín Piroyansky : Di Caprio
- Maruja Bustamante : Pachano
- Muriel Santa Ana : Elena

## Adaptation européenne
- Padre no hay más que uno, film espagnol sorti en 2019, réalisé par Santiago Segura[1].